# Manuel Jiménez (músico)
Manuel A. Jiménez (Orocovis, Puerto Rico; 1895-1975), también conocido como el Canario, fue un guitarrista, director de orquesta y compositor puertorriqueño que desarrolló una labor importante con el género de la plena, una manifestación musical folclórica de Puerto Rico, originaria de la zona de Ponce.

## Biografía
Nació en Orocovis, Puerto Rico el 1 de enero de 1895.
Desde su niñez se interesó por el canto llegando con apenas 8 años a grabar temas mexicanos para el sello Pathé. En su adolescencia, alternó la profesión de cantante con la de marino mercante. Canario tuvo una vida aventurera y esto lo llevó a conocer otros países, terminando por establecerse en Nueva York en 1925.
Ya en los Estados Unidos , para 1927 consiguió un contrato con el sello RCA Víctor para grabar plenas. Por esa misma época, fundó la Orquesta Puerto Rico, convirtiéndose en una de las agrupaciones que conformaron el boom de la música latina en los Estados Unidos en los años treinta, cuarenta y cincuenta.
En 1949 retornó a Puerto Rico, ya reconocido en gran parte de la América Latina como un genuino exponente de las expresiones folclóricas de la idiosincrasia puertorriqueña. Falleció en 1975.

## Relevancia
Canario fue el autor de una gran cantidad de plenas que hoy forman parte importante del acervo folclórico de Puerto Rico. Algunos de sus temas más conocidos son "Bun Bun", "Cuando las mujeres…", "Santa María", "Cortaron a Elena" “Tanta vanidad” y "Los contrabandistas".